# The Epic
The Epic je mrakodrap v New Yorku. Má 59 podlaží a výšku 196 metrů. Jeho výstavba probíhala v letech 2005–2007 podle projektu společností Schuman, Lichtenstein, Claman & Efron a Fox&Fowle Architects.